# Instituto de la Juventud
L'Instituto de la Juventud (INJUVE) és un organisme autònom d'Espanya adscrit des de 2011 al Ministeri de Sanitat d'Espanya, que s'encarrega de promoure actuacions en benefici dels joves.

## Adscripció orgànica
Reial decret 1119/1977, de 20 de maig
- Ministeri de Cultura (1977-1988).
- Ministeri d'Afers Socials (1988-1996).
- Ministeri de Treball i Afers Socials (1996-2008).
- Ministeri d'Igualtat (2008-2011).
- Ministeri de Sanitat (2011-2018).
- Ministeri de Sanitat, Consum i Benestar Social (2018-present)

## Funcions

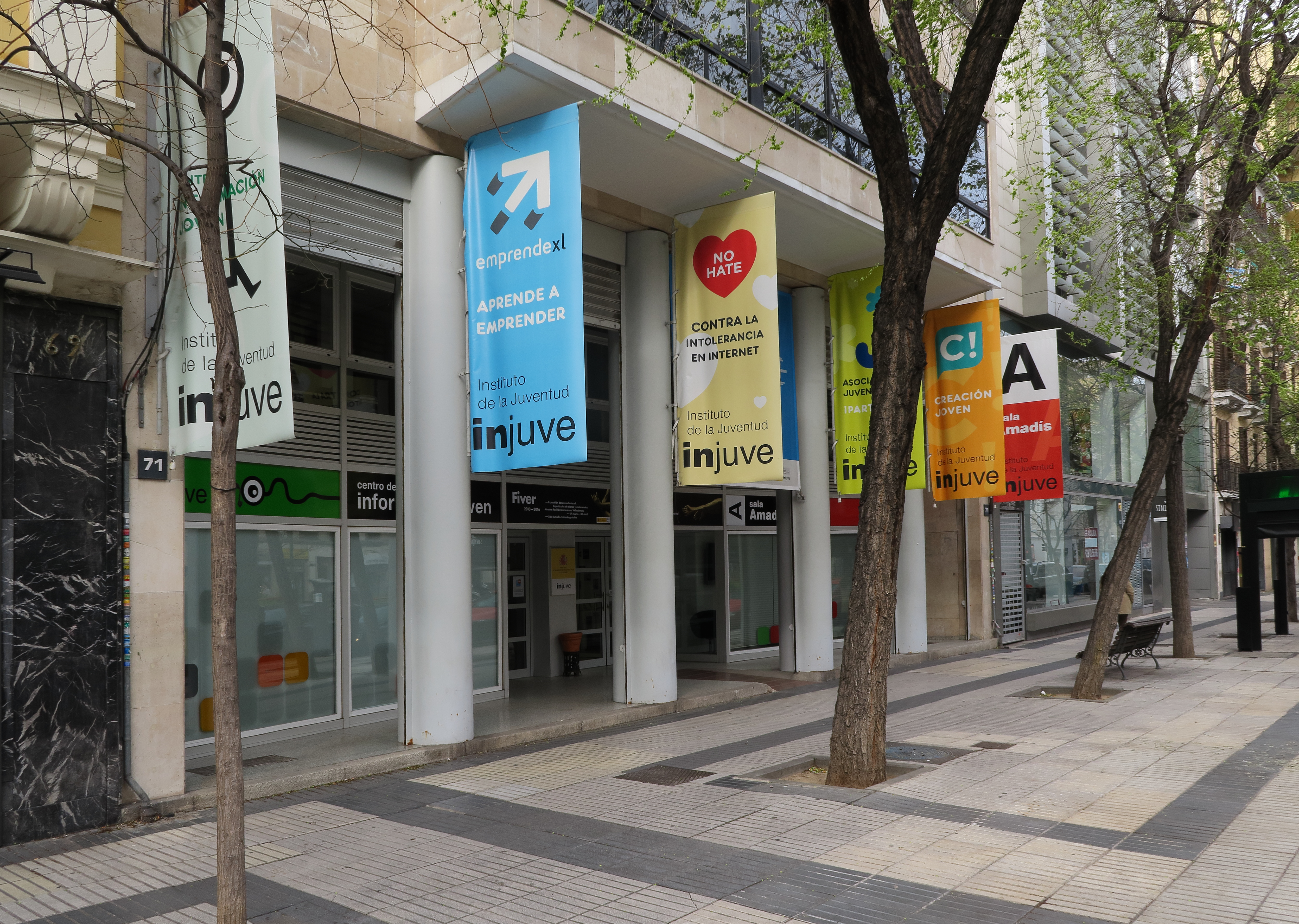
Seu de l'INJUVE al número 71 del carrer de José Ortega y Gasset, Madrid.

S'encarrega d'iniciatives i activitats l'objectiu de les quals és facilitar la participació del jove en la societat, promou el desenvolupament cultural, artístic, cívic, solidari i intercultural. També busca l'autonomia i emancipació amb programes encaminats a l'orientació laboral, empresarial i d'habitatge.
Col·labora amb els diferents Ministeris, organismes de joventut de les Comunitats Autònomes, regidories d'Ajuntaments i organitzacions juvenils a través del Consell de la Joventut d'Espanya.
L'Injuve té encomanada la funció de representació d'Espanya davant organismes internacionals de joventut, fonamentalment d'Europa i Iberoamèrica.

## Llista de directors generals
- José María Riera Mercader (1985-1988)
- Magdy Martínez Solimán (1988-1993)
- Rosa María Escapa Garrachón (1993-1996)
- Ricardo Tarno Blanco (1996-1998)
- Antonio Basagoiti Pastor (1998-1999)
- Elena Azpiroz Villar (1999-2004)
- Leire Iglesias Salgado (2004-2008)
- Gabriel Alconchel Morales (2008-2012)
- Rubén Urosa Sánchez (2012-2016)
- Javier Dorado Soto (2016-2018)[2]
- Ruth Carrasco Ruiz (2018-)[3]